# Naftalen
Naftalen, naftalina (gr. náphta, olej skalny) – organiczny związek chemiczny, najprostszy z policyklicznych węglowodorów aromatycznych o dwóch skondensowanych pierścieniach benzenowych. Tworzy pochodne nitrowe, sulfonowe i chlorowe, ulega także reakcji uwodorniania.
Występuje w smole węglowej (np. w smole surowej gazowniczej (węglowej), 3–5%, i smole surowej koksowniczej, ok. 11%), ropie naftowej i olejkach eterycznych. Jest domieszką gazu świetlnego, zwiększającą jego siłę świecenia. W 1998 naftalen został wykryty w gniazdach termitów z gatunku Coptotermes formosanus Shiraki, w stężeniu od 50 do 200 ppb. Wytwarzany jest przez termity prawdopodobnie w celu fumigacji gniazd przeciwko innym bezkręgowcom (np. mrówkom) oraz mikroorganizmom patogennym.
Jest stosowany do syntezy różnych chemikaliów, barwników ftaleinowych, indygo, środków owadobójczych (zwłaszcza przeciw molom) i wybuchowych, rozpuszczalników, żywic syntetycznych i garbników.

## Występowanie w kosmosie
We wrześniu 2008 roku grupa naukowców z Hiszpanii ogłosiła odkrycie kationów naftalenu w gwiazdozbiorze Perseusza, w kierunku gwiazdy Cernis 52. Według niektórych przemawia to za hipotezą, że materiał, z którego uformował się Układ Słoneczny, zawierał kluczowe cząstki prebiotycznej zupy pierwotnej, z której mogło powstać życie na Ziemi.